# Maraskino

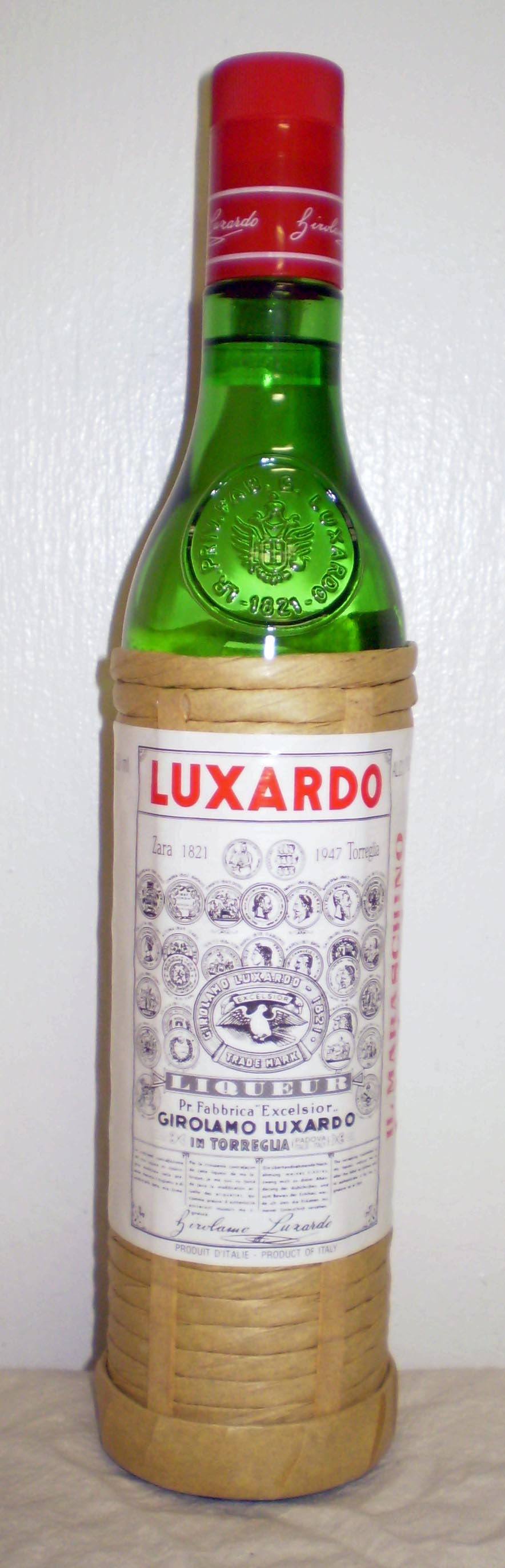
Een fles maraskino

Maraskino, marasquin of maraskijn is een bitterzoete, heldere likeur gemaakt op basis van de marascakers, een variëteit van de zure kers die geteeld wordt in de Kroatische regio Dalmatië, in het bijzonder in de provincie Zadar, alsmede in Torreglia (nabij Padua in Noord-Italië). Het recept is oorspronkelijk afkomstig uit de Dalmatische stad Zadar. Al in de 16e eeuw noteerden de dominicanermonniken van het klooster in Zadar het recept van de maraskino die zij produceerden. Toen in de 18e eeuw de industriële likeurproductie op gang kwam, veroverde de drank Europa.
Maraskino is een van de weinige likeuren die gedestilleerd worden. Het destillaat wordt gemaakt van zowel het vruchtvlees als de (gebroken) pit van de marascakers, wat de likeur zijn kenmerkende smaak, een amandelaroma, geeft. Honing is ook een onderdeel van het eeuwenoude recept. Het destillaat rijpt twee jaar in Finse essenhouten vaten, een houtsoort die geen kleur afgeeft, alvorens het wordt verdund en gesuikerd. Het wordt typisch gebotteld in flessen met een strojasje.
De likeur wordt verwerkt in cocktails en gebak. Als smaakstof wordt marasquin onder meer gebruikt in chipolatapudding.

## Historische merken
- Maraschino Luxardo (1821)
- Distilleria Romano Vlahov
- Fabbrica Maraschino Drioli (1759-1943)
- Fabbrica Maraschino Stampalia